# Linea di alimentazione
La linea di alimentazione di un'antenna radio è il cavo, o altra linea di trasmissione, che connette l'antenna con il trasmettitore o con la radio ricevente. Nel caso di un'antenna trasmittente, essa alimenta, con la corrente a radiofrequenza (RF) proveniente dal trasmettitore, l'antenna, dove viene irradiata potenza sotto forma onde radio. 
Nel caso di un'antenna ricevente, essa trasferisce la debole tensione RF indotta nell'antenna stessa dalle onde radio, verso l'apparato ricevitore.
Per trasferire efficientemente la corrente a radiofrequenza le linee di alimentazione sono fatte di speciali tipi di cavo detti linee di trasmissione. I tipi più usati di linea di alimentazione sono i cavi coassiali, le linee bifilari e, alle frequenze delle microonde, le guide d'onda.
In particolare con un'antenna trasmittente, la linea di alimentazione è un componente critico che deve essere adattato per operare correttamente con l'antenna e il trasmettitore. Ogni tipo di linea di trasmissione ha una specifica impedenza caratteristica. Questa deve essere adattata alla impedenza dell'antenna e del trasmettitore, per trasferire efficacemente la potenza all'antenna.  Se queste impedenze non sono adattate, ciò può generare una condizione in cui sono presenti onde stazionarie sulla linea di alimentazione, nella quale l'energia a radiofrequenza viene riflessa indietro verso il trasmettitore, dissipando energia ed eventualmente surriscaldare il trasmettitore.  Per preservare il trasmettitore, può essere ottenuto un adattamento mediante un dispositivo chiamato accordatore d'antenna nel trasmettitore stesso e, talvolta, un adattatore all'antenna. Il grado di "disadattamento" tra la linea di alimentazione e l'antenna è misurato da uno strumento chiamato rosmetro, che misura il rapporto di onda stazionaria sulla linea.

## Linea bifilare
La linea bifilare è utilizzata per collegare le radio a FM e i ricevitori televisivi con le loro antenne, sebbene esso sia stato ampiamente rimpiazzato nelle ultime applicazioni dal cavo coassiale, e come linea di alimentazione per trasmettitori a bassa potenza come quelli dei radioamatori. Essa consiste in due fili conduttori che corrono paralleli l'uno all'altro con una distanza spaziale costante, immersi in materiale isolante di polietilene in un cavo come un nastro piatto. La distanza tra i due fili è piccola rispetto alla lunghezza d'onda del segnale RF trasmesso con il filo.
Utilizzata in trasmissione, la linea bifilare non irradia, poiché la corrente RF in un filo è eguale in ampiezza e opposta in direzione alla corrente RF nell'altro filo (dove è invertita). Allora, se entrambi i fili irradiano energia ugualmente, le energie irradiate si cancelleranno a vicenda e vi sarà in pratica radiazione nulla a qualsiasi distanza dal cavo. Tuttavia, se utilizzata in ricezione, la linea bifilare, non essendo una linea schermata, rispetto al cavo coassiale è maggiormente sensibile al rumore esterno e a interferenze RF.
La linea bifilare è una linea bilanciata.

## Cavo coassiale

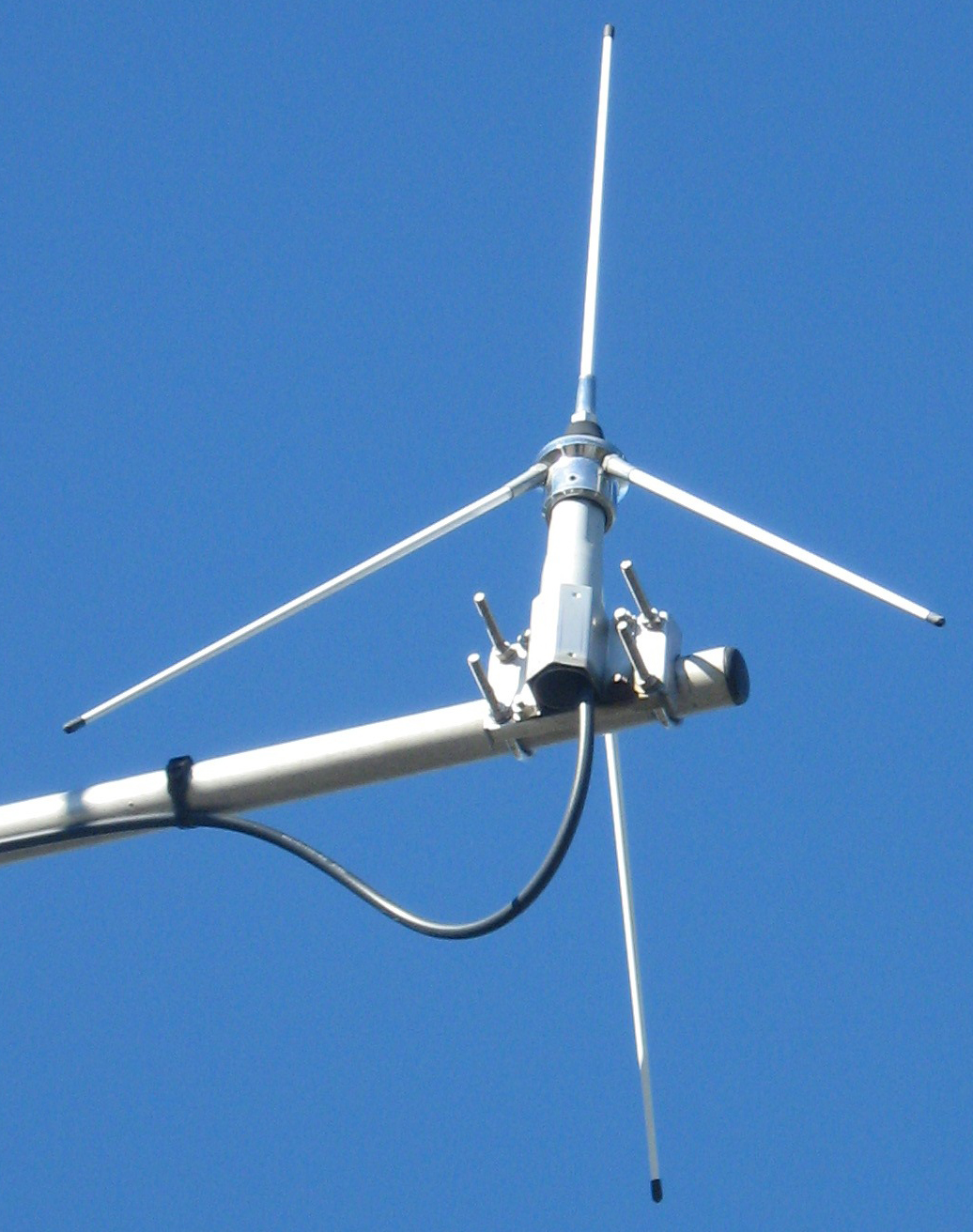
Linea di alimentazione a cavo coassiale emergente da un'antenna ground plane per le VHF.

Il cavo coassiale è probabilmente il più ampiamente usato tipo di linea di alimentazione, utilizzato per frequenze al di sotto della banda delle microonde (SHF).
Esso consiste in un conduttore centrale e uno "schermo" di metallo intrecciato o solido e conduttore, generalmente in rame o alluminio, che lo circonda.
Il conduttore centrale è separato dallo schermo esterno da un dielettrico, in genere schiuma plastica, per mantenere costante in modo preciso la separazione tra i due conduttori. Lo schermo è a sua volta coperto da una guaina isolante in materiale sintetico. 
Nei cavi hard coax, usati per applicazioni di trasmissioni ad elevata potenza come le emittenti televisive, lo schermo è un tubo metallico rigido o flessibile che contiene un gas compresso, l'azoto, e il conduttore interno è tenuto centrato da spaziatori in plastica periodicamente distanziati. Si tratta di un tipo di linea sbilanciata, in cui il conduttore esterno è usualmente connesso a terra. Il vantaggio del cavo coassiale è che lo schermo isola il cavo dai campi elettromagnetici esterni, rendendolo immune da interferenze.

## Guida d'onda

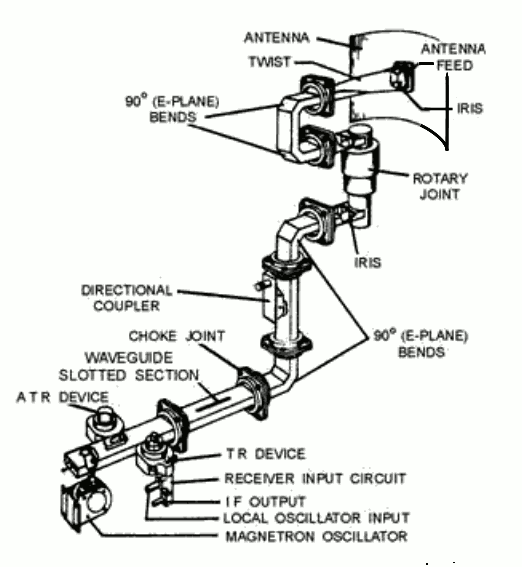
Complessa alimentazione in guida d'onda di un radar militare

La guida d'onda viene utilizzata per le frequenze nella banda delle microonde (SHF), per le quali altri tipi di alimentazione hanno eccessive perdite di potenza. Una guida d'onda è un conduttore metallico vuoto o tubo.  Esso può avere una sezione traversale circolare o quadra. L'interno delle guide d'onda è spesso pressurizzato con gas azoto per impedire la formazione di umidità. Il segnale a radiofrequenza viaggia attraverso la guida come un suono viaggia in un tubo. Le pareti metalliche impediscono l'irradiazione esterna e anche eventuali interferenze di onde provenienti dall'esterno. A causa dei costi e della manutenzione che comportano le guide d'onda, le antenne per microonde spesso hanno lo stadio di uscita del trasmettitore o l'RF front end del ricevitore posti presso l'antenna, il segnale viene inviato al ricevitore o ricevuto dal trasmettitore a una frequenza più bassa usando un cavo coassiale.
Una guida d'onda è considerata una linea sbilanciata.

## Confronti
Questo è un confronto di caratteristiche delle più comuni linee di alimentazione. 
| tipo             | impedenza (Ω) | Fattore di velocità (%c)    |  |
| linea bifilare   | 300           | 82%                         |  |
| linea a scaletta | 450, 600      | 95%                         |  |
| cavo coassiale   | 50, 75        | 66% (solida), 80% (schiuma) |  |